# Liste der Naturdenkmale in Rosengarten (Landkreis Schwäbisch Hall)
| Naturdenkmale | Anzahl |
| ------------- | ------ |
| FND           | 12     |
| END           | 6      |
| Gesamt        | 18     |

Die Liste der Naturdenkmale in Rosengarten nennt die verordneten Naturdenkmale (ND) der im baden-württembergischen Landkreis Schwäbisch Hall liegenden Gemeinde Rosengarten. In Rosengarten gibt es insgesamt 18 als Naturdenkmal geschützte Objekte, davon 12 flächenhafte Naturdenkmale (FND) und 6 Einzelgebilde-Naturdenkmale (END).
Stand: 1. November 2016.

## Flächenhafte Naturdenkmale (FND)
| Name                                            | Bild | Kennung     | Einzelheiten | Position | Fläche Hektar | Datum         |
| ----------------------------------------------- | ---- | ----------- | ------------ | -------- | ------------- | ------------- |
| Ehemaliger Landturm oberhalb Sanzenbach         | BW   | 81271000014 | Rosengarten  | ⊙        | 0,0           | 16. Sep. 1985 |
| Feuchtgebiet im Gewann Brunkele beim Renkenbühl | BW   | 81271000015 | Rosengarten  | ⊙        | 1,2           | 19. Juli 1990 |
| Feuchtgebiet im Gewann Dentelbach               | BW   | 81271000016 | Rosengarten  | ⊙        | 1,3           | 19. Juli 1990 |
| Feuchtgebiet in der Kocherau bei Tullau         | BW   | 81271000018 | Rosengarten  | ⊙        | 1,1           | 19. Juli 1990 |
| Feuchtgebiete bei Raibach                       | BW   | 81271000010 | Rosengarten  | ⊙        | 0,6           | 16. Sep. 1985 |
| Flächenstück; Heide mit Fichten u. a.           | BW   | 81271000002 | Rosengarten  | ⊙        | 2,6           | 10. März 1967 |
| Heidsee                                         | BW   | 81271000006 | Rosengarten  | ⊙        | 1,1           | 10. März 1967 |
| Waldstück im Ebertal                            | BW   | 81271000019 | Rosengarten  | ⊙        | 0,9           | 19. Juli 1990 |
| Weiher mit Feldgehölz im Gewann Seewasen        | BW   | 81271000017 | Rosengarten  | ⊙        | 0,2           | 19. Juli 1990 |
| Westheimer Kocheraltwasser                      | BW   | 81271000009 | Rosengarten  | ⊙        | 2,3           | 24. Okt. 1983 |
| 2 Feuchtgebiete bei Westheim                    | BW   | 81271000008 | Rosengarten  | ⊙        | 0,3           | 16. Sep. 1985 |
| 2 genutzte und 1 ungenutzte Streuwiese          | BW   | 81271000007 | Rosengarten  | ⊙        | 0,7           | 24. Okt. 1983 |
| Legende für Naturdenkmal                        |      |             |              |          |               |               |

## Einzelgebilde (END)
| Name                                           | Bild | Kennung     | Einzelheiten | Position | Fläche Hektar | Datum         |
| ---------------------------------------------- | ---- | ----------- | ------------ | -------- | ------------- | ------------- |
| Eichengruppe beim Rasenberg                    | BW   | 81271000013 | Rosengarten  | ⊙        | 0,0           | 16. Sep. 1985 |
| Eschengruppe: 1 Linde, 1 Bergahorn, 1 Kastanie | BW   | 81271000004 | Rosengarten  | ⊙        | 0,0           | 8. Okt. 1955  |
| 1 Eiche beim Rasenberg                         | BW   | 81271000011 | Rosengarten  | ⊙        | 0,0           | 16. Sep. 1985 |
| 1 Eiche in den Reutäckern                      | BW   | 81271000012 | Rosengarten  | ⊙        | 0,0           | 16. Sep. 1985 |
| 1 Rennicheiche                                 | BW   | 81271000003 | Rosengarten  | ⊙        | 0,0           | 8. Okt. 1955  |
| 1 Stieleiche bei der Kirche                    | BW   | 81271000005 | Rosengarten  | ⊙        | 0,0           | 8. Okt. 1955  |
| Legende für Naturdenkmal                       |      |             |              |          |               |               |